# Alois Jonák
Alois Jonák (13. prosince 1925 v Plzni - 12. ledna 1999) byl československý fotbalový brankář. Od roku 1950 hrál více než 10 let za pražskou Slavii. Ve válečných letech hrál sedmkrát za reprezentaci a po válce pak ještě třikrát. Pro svou zkušenost, odvahu, obětavost, výborný postřeh i cit pro herní situace byl důležitou součástí svého mužstva. Po skončení hráčské kariéry se věnoval trénování.